# Steengrillen

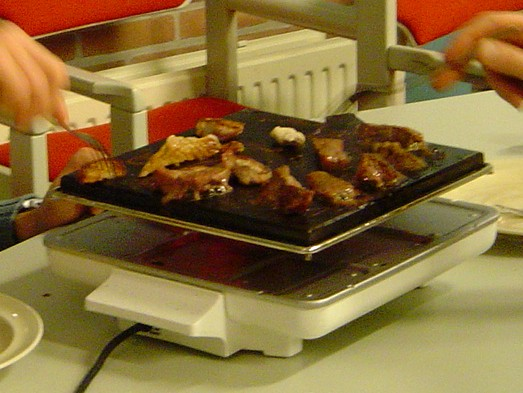
Een steengrill

Steengrillen is het bereiden van voedsel op een van de onderzijde verhitte stenen plaat (meestal van graniet).
Het idee van het steengrillen is dat men door middel van de steen het voedsel verhit. De meeste mensen steengrillen bij familiefeestjes en bedrijfsuitjes. Dat kunnen ze thuis doen, maar ook in speciale steengrillrestaurants waar ze tegen betaling kunnen steengrillen.
Het voordeel van steengrillen is dat weinig boter of olie nodig is om het voedsel te bereiden. Het is zelfs voldoende om alleen wat zout op de steengrill te strooien.
Een variant op de steengrill is de tafelgrill. Deze heeft in plaats van een stenen plaat een kunststofplaat en hoeft niet ingevet te worden voordat met het grillen wordt begonnen. Als er bovendien kleine pannetjes worden gebruikt voor de voedingswaren spreekt men van gourmetten.  